# École Émamié
L'École Émamié est une école située dans la ville d'Ispahan, en Iran. L'école fut construite au XIVe siècle. Son maître d'ouvrage fut Soltan Abolhassan Talut Damghani. Il construisit l'école pour son enseignant'Baba Ghassem Esfahani.